# 埃特雷欧蓬
埃特雷欧蓬（法語：Étréaupont，發音：[etʁeopɔ̃]），法国北部市镇，位于上法兰西大区埃纳省，隶属于韦尔万区，其市镇面积为17.59平方公里，2022年1月1日时人口数量为845人，在法国市镇中排名第11,351位（2022年）。
埃特雷欧蓬位于埃纳省北部，瓦兹河畔，多条公路在此交汇。

## 地名来源

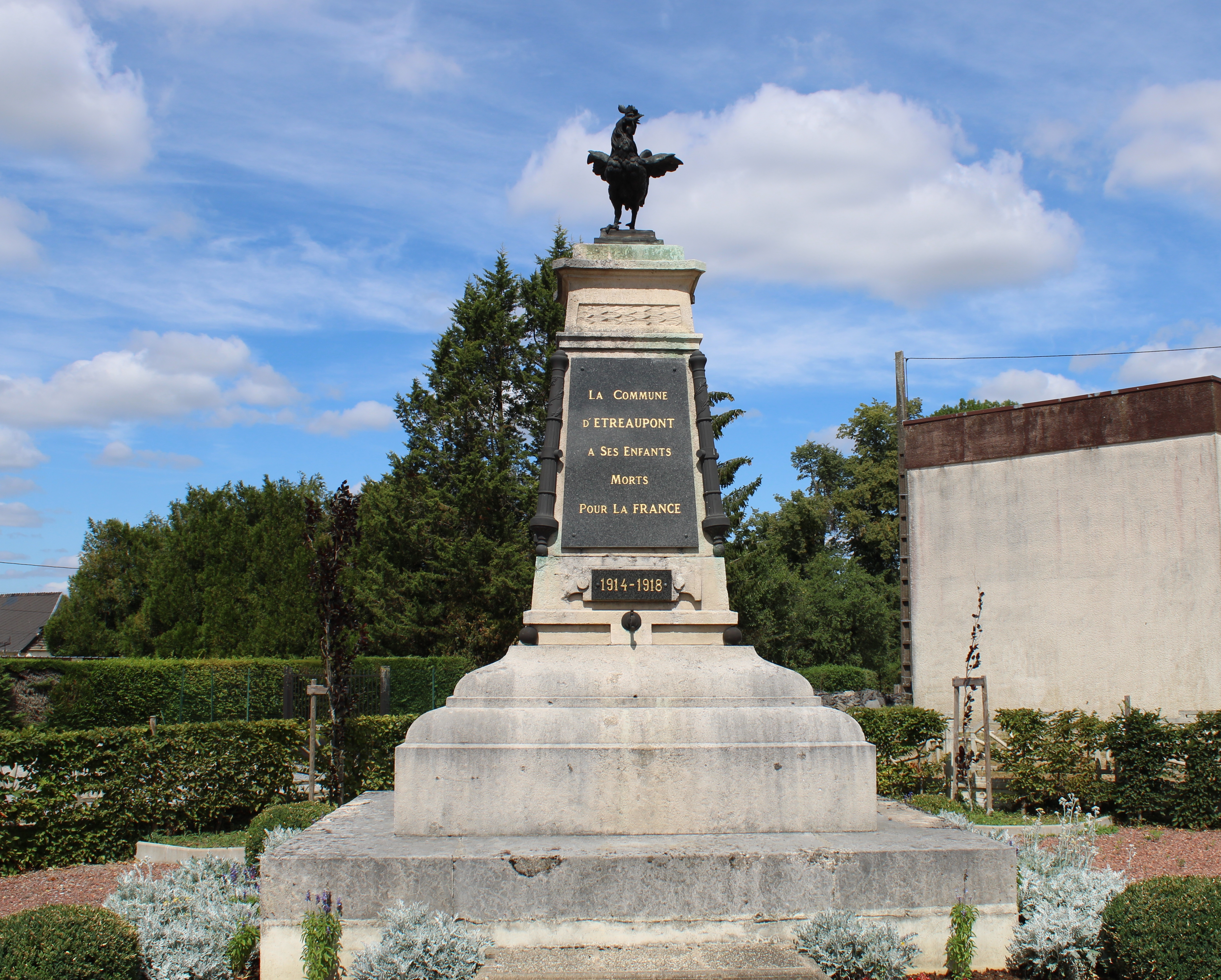
烈士纪念碑

“Étréaupont”最初可能于公元877年以“stradonis villa”的形式被记载。

## 历史
埃特雷欧蓬的早期历史尚不清楚，该地中世纪时可能长期为吉斯领主的一处领地。1121年左右，埃特雷欧蓬境内建成了圣马丁教堂，后在百年战争中被英格兰军队烧毁。1521年，拿骚伯爵攻占了埃特雷欧蓬；此后该地又在1650年的战争中被西班牙军队烧毁。法国大革命后，埃特雷欧蓬成为埃纳省的一个市镇。自十九世纪中期以来，当地人口数量逐年下降。

## 地理

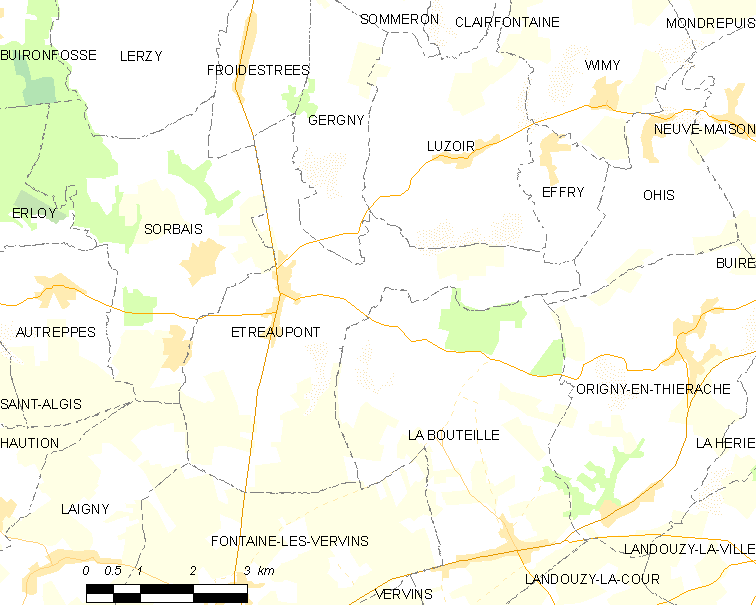
埃特雷欧蓬市镇范围地图

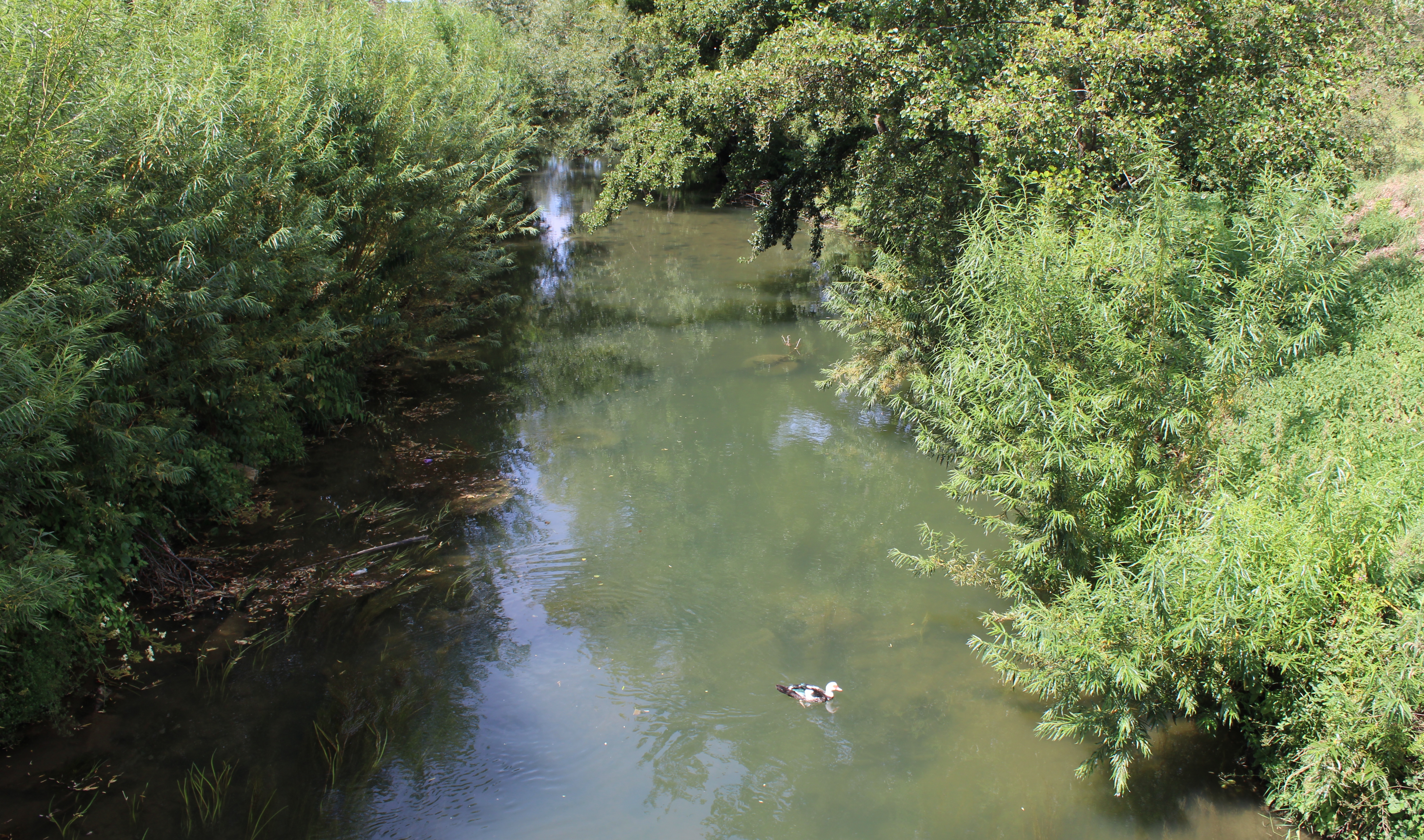
通河

埃特雷欧蓬位于法国北部，上法兰西大区东北部和埃纳省北部偏东，距离省会拉昂大约53公里。与埃特雷欧蓬接壤的市镇包括：拉布泰耶、埃夫里、弗鲁瓦代斯特雷、方丹莱韦尔万、热尔尼、莱尼、吕祖瓦尔、奥伊和索尔拜。

### 地形
埃特雷欧蓬位于蒂耶拉什地区腹地，境内以浅丘为主，市镇中心位于地势较为平坦的河流冲积平原带上，东部和南部略有抬升，全境海拔在120到227米之间。

### 水文
瓦兹河干流自东向西流经镇中心，其左岸支流通河在此与其交汇。

### 植被
埃特雷欧蓬属于温带阔叶混交林区，林地多分布于河流附近及坡地地带，市镇西南部为埃特雷欧蓬树林（Bois d'Étréaupont），东部为奥里尼山林（Bois du Mont d'Origny）。
在鲜花城市的评比中，埃特雷欧蓬暂未被评级。

### 自然灾害
埃特雷欧蓬的地震危险度等级为2级，属于低危险；氡辐射等级为1级，属于低危险。1982至2025年1月间，埃特雷欧蓬境内共发生15次有记录的自然灾害，其中12次洪涝，1次干旱。

### 气候
埃特雷欧蓬在柯本气候分类法中属于温带海洋性气候（Cfb）。

## 行政区划
埃特雷欧蓬的市镇编号为02295，邮政编号为02580。
在行政管理方面，埃特雷欧蓬隶属于法国上法兰西大区埃纳省韦尔万区；在地方选举方面，埃特雷欧蓬隶属于韦尔万县，其市镇范围全境被划入埃纳省第三选区；在社会管理方面，埃特雷欧蓬是中蒂耶拉什市镇公共社区的组成部分。
截至2025年3月，埃特雷欧蓬市镇范围内暂无任何安全优先街区及城市政策优先街区。
法国国家统计与经济研究所（简称“INSEE”）在进行数据统计时，未将埃特雷欧蓬划入任何城市核心区（Unité urbaine）及城市辐射区（Aire d'attraction）。此外，INSEE还将埃特雷欧蓬市镇整体看作一个“块区”（IRIS），以便于统计人口分布情况。

## 交通

### 公路
法国国道N2线和埃纳省省道D31线、D38线、D313线、D319线和D772线在埃特雷欧蓬境内交汇。上法兰西大区下属的埃纳省城际客运514线经停埃特雷欧蓬，可通往伊尔松和马尔利-戈蒙。
2021年，73.1%的埃特雷欧蓬家庭拥有至少一辆私人汽车。2019年，埃特雷欧蓬境内共发生各类交通事故1起，造成1人受伤。
| 13 | 40 |

| 9 | 48 |

| 拉昂 | 47 |

| 韦尔万 | 8 |

| 莫伯日 | 46 |

| 拉卡佩勒 | 8 |

| 吉斯 | 24 |

| 伊尔松 | 15 |

### 铁路
距离埃特雷欧蓬最近的运营中的客运铁路车站为9公里外的韦尔万站，该站停靠往返于拉昂和伊尔松一线的区域列车。

### 航空
埃特雷欧蓬距离布鲁塞尔南部-沙勒罗瓦机场的公路里程大约95公里。

### 城市公共交通
截至2025年3月，埃特雷欧蓬暂无城市公共交通系统。

## 政治

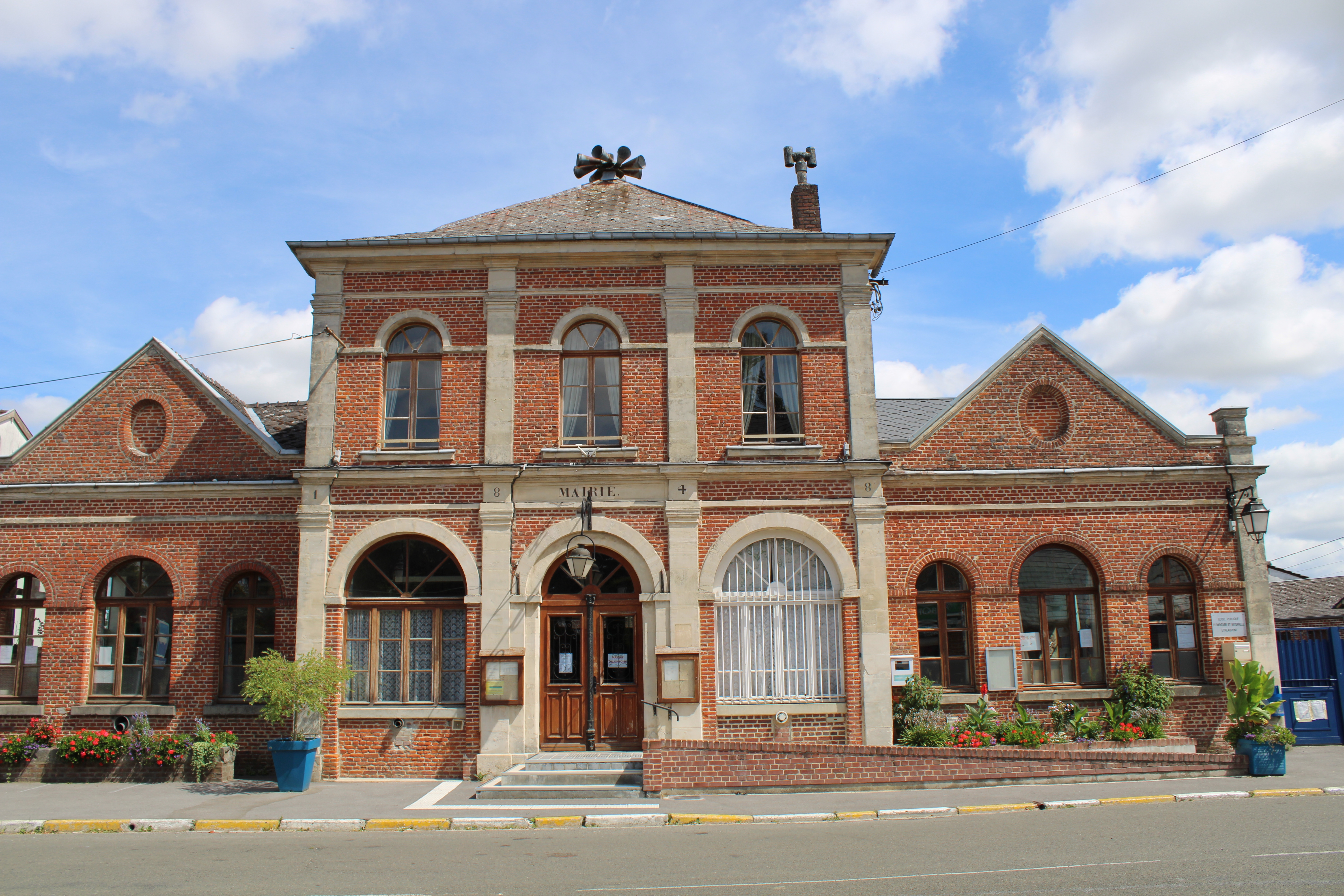
埃特雷欧蓬市政厅

埃特雷欧蓬的现任市长为米谢勒·德加尔丹女士（Michèle DEGARDIN），她的党籍不详，在2020年的市政选举中获得了100%的支持率（无其他候选人）。
在2022年的法国总统大选的第二轮选举中，法国极右翼政党国民阵线主席玛丽娜·勒庞在埃特雷欧蓬获得了65.61%的支持率。

## 人口
2022年，埃特雷欧蓬市镇人口数量为845，在法国排名第11,351位。其中男性435人，女性413人，75岁及以上人口占7.0%，外籍人口数量为17人，人口密度为48人/平方公里，当地居民被称为（男性）或（女性）。2015至2021年间，埃特雷欧蓬的人口增长率为–0.8%。2022年，埃特雷欧蓬境内出生7人，死亡人口10人。
| 埃特雷欧蓬1901年－2022年人口变化情况 |
|                                      |
| 数据来源：Cassini、INSEE             |

## 经济
INSEE于2020年将埃特雷欧蓬划入莫伯日就业区（Zone d'emploi de Maubeuge），并又于2022年将其划入韦尔万生活区（Bassin de vie de Vervins）。截至2025年3月，埃特雷欧蓬市镇范围内共有各类用人单位（包含自雇）126家，与上一年同期持平；（燃料销售）、（建筑装潢）及（农副产品）是当地2022年已公布营业额最高的三个企业，分别为3,225,448欧元、3,170,037欧元和1,034,225欧元。

## 财政与居民收入
2023年，埃特雷欧蓬的财政收入总额为634,090欧元，财政支出总额为482,470欧元，当年的债务总额为52,790欧元。2023年，埃特雷欧蓬市镇通过增值税获得10,330欧元的收入，此外当地还共获得了36,020欧元的国家直接财政补助。
| 埃特雷欧蓬居民收入情况                                                                             | 埃特雷欧蓬居民收入情况 | 埃特雷欧蓬居民收入情况 | 埃特雷欧蓬居民收入情况 |
| 内容                                                                                               | 埃特雷欧蓬             | 埃纳省                 | 法國                   |
| -------------------------------------------------------------------------------------------------- | ---------------------- | ---------------------- | ---------------------- |
| 居民平均时薪                                                                                       | 不详                   | 14.5欧元（2022年）     | 17欧元（2022年）       |
| 高级职员人均时薪                                                                                   | 不详                   | 25欧元（2022年）       | 29.1欧元（2022年）     |
| 中级职员人均时薪                                                                                   | 不详                   | 16.2欧元（2022年）     | 16.6欧元（2022年）     |
| 普通职员人均时薪                                                                                   | 不详                   | 11.7欧元（2022年）     | 12.1欧元（2022年）     |
| 工人人均时薪                                                                                       | 不详                   | 12.7欧元（2022年）     | 12.5欧元（2022年）     |
| 贫困率                                                                                             | 不详                   | 18.8%（2021年）        | 14.5%（2021年）        |
| 青壮年（15至64岁）失业率                                                                           | 17.1%（2021年）        | 16.3%（2021年）        | 10.4%（2021年）        |
| 家庭总数                                                                                           | 366（2022年）          | 275（2022年）          | 1,160（2022年）        |
| 征税家庭数量占比                                                                                   | 32.8%（2023年）        | 45.2%（2022年）        | 44.8%（2022年）        |
| 家庭年均纳税                                                                                       | 2,251欧元（2023年）    | 2,419欧元（2022年）    | 4,481欧元（2022年）    |
| *注：INSEE未公布2,000人口以下市镇的部分经济数据。 资料来源：INSEE、L'Internaute、Le Journal du Net |                        |                        |                        |

## 社会事务

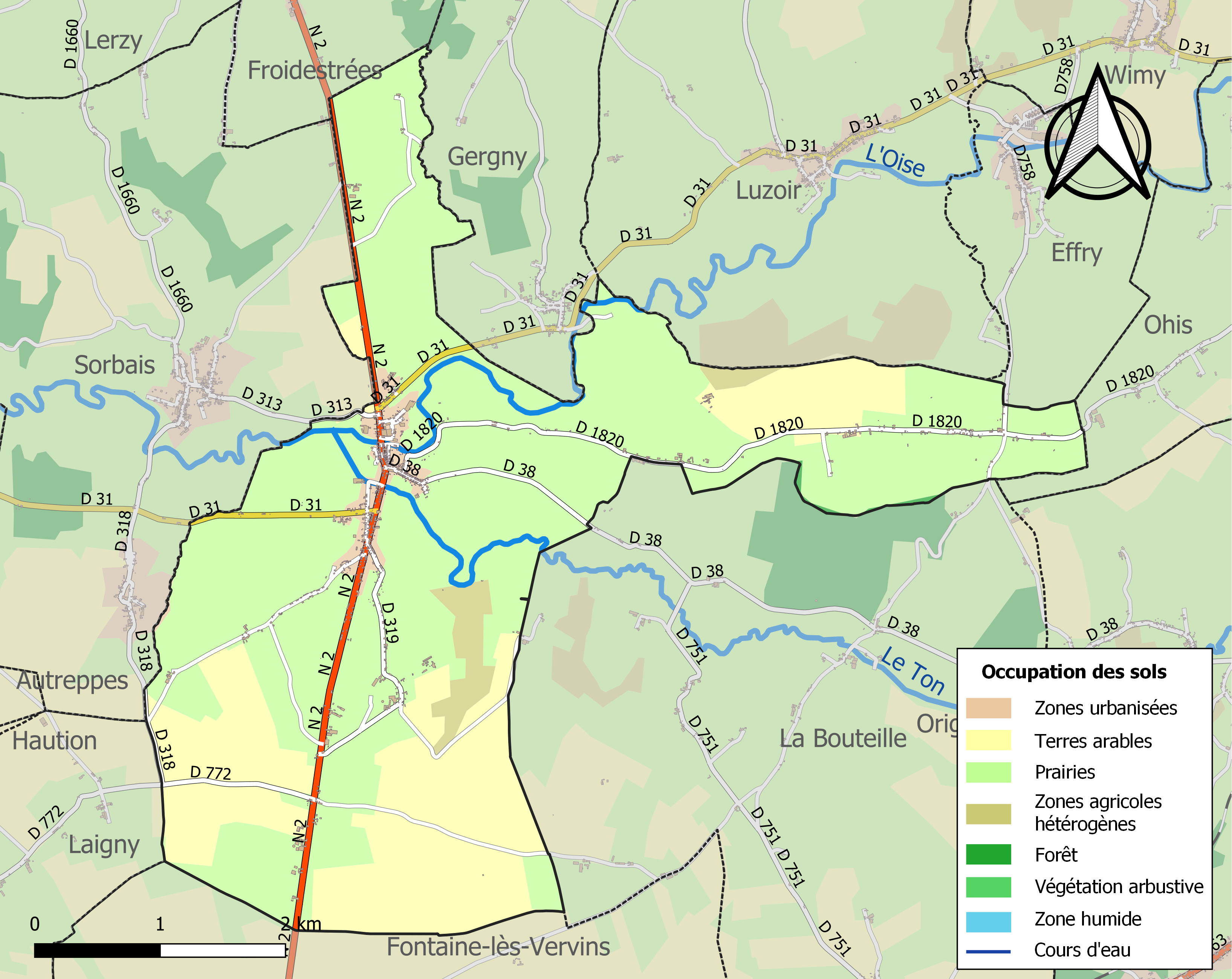
埃特雷欧蓬土地利用情况地图

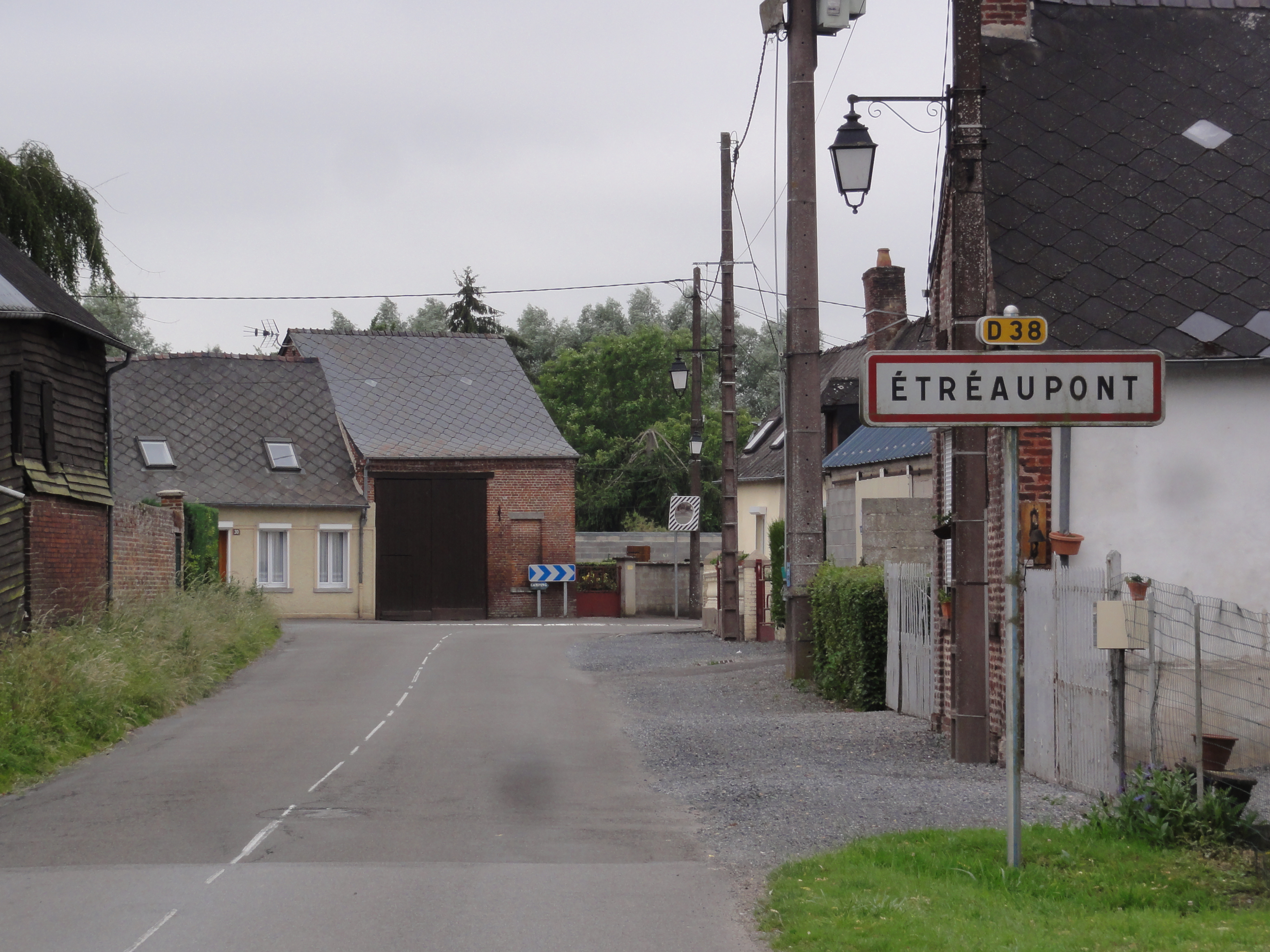
一处街区

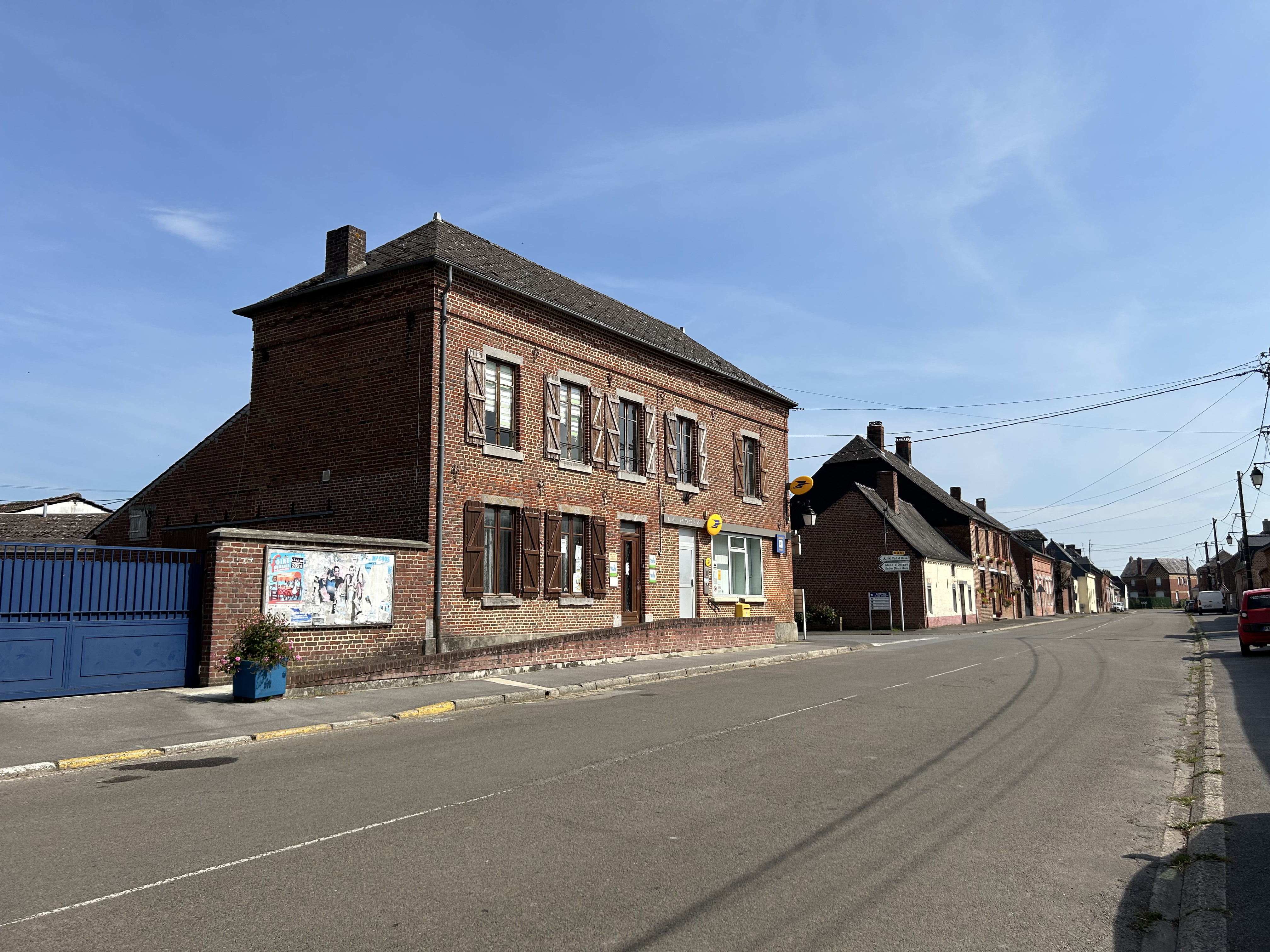
邮局

### 教育
埃特雷欧蓬属于亚眠学区。截至2023年1月1日，埃特雷欧蓬境内共有1所小学。

### 医疗
截至2023年1月1日，埃特雷欧蓬境内共有护士1名、药房1家。
距离埃特雷欧蓬最近的区域性医疗机构为韦尔万中心医院（Centre Hospitalier de Vervins），其主病区医院位于韦尔万市区西侧，距离埃特雷欧蓬市区的正常车程大约9分钟，该院设有床位138个。

### 住房
2021年，埃特雷欧蓬境内共有各类住房458套，其中90.2%为独立式住宅，9.2%为集中式住宅。常住房屋占埃特雷欧蓬市镇范围内居民建筑总量的83.0%。2023年，埃特雷欧蓬的居住税率为18.95%，不动产税率为45.19%（其中空置土地的不动产税率为36.16%）。
在住房保障政策方面，2023年，埃特雷欧蓬境内共有155户家庭获得了家庭津贴补助，受益人数占总人口数量的18.3%，其中70份为房租补助。

### 商业
2021年，埃特雷欧蓬境内共有各类实体商铺19家，其中餐厅3家、杂货店1家、面包房1家、肉铺1家、美容美发店1家、汽车维修店2家。

### 体育
2023年，埃特雷欧蓬境内共有2处网球场、1处马术场以及1处足球或橄榄球场。
截至2025年3月，埃特雷欧蓬体育会（U.S. Etréaupont，编号518831）是埃特雷欧蓬境内唯一的一家注册足球俱乐部，该俱乐部成立于1945年，其主队2024至2025赛季参加埃纳省足球联赛丁组（法国第十二级别），其主场为市政球场（Stade Municipal）。

### 环境
埃特雷欧蓬的环境事务由其所属的中蒂耶拉什市镇公共社区联合各级政府协调负责。2021年，埃特雷欧蓬境内暂无污染企业。

### 治安
2023年，埃特雷欧蓬市镇范围内累计记录各类案件23起，其中盗窃类案件6起，人身侵犯类案件5起，毒品交易类案件1起。

## 文化

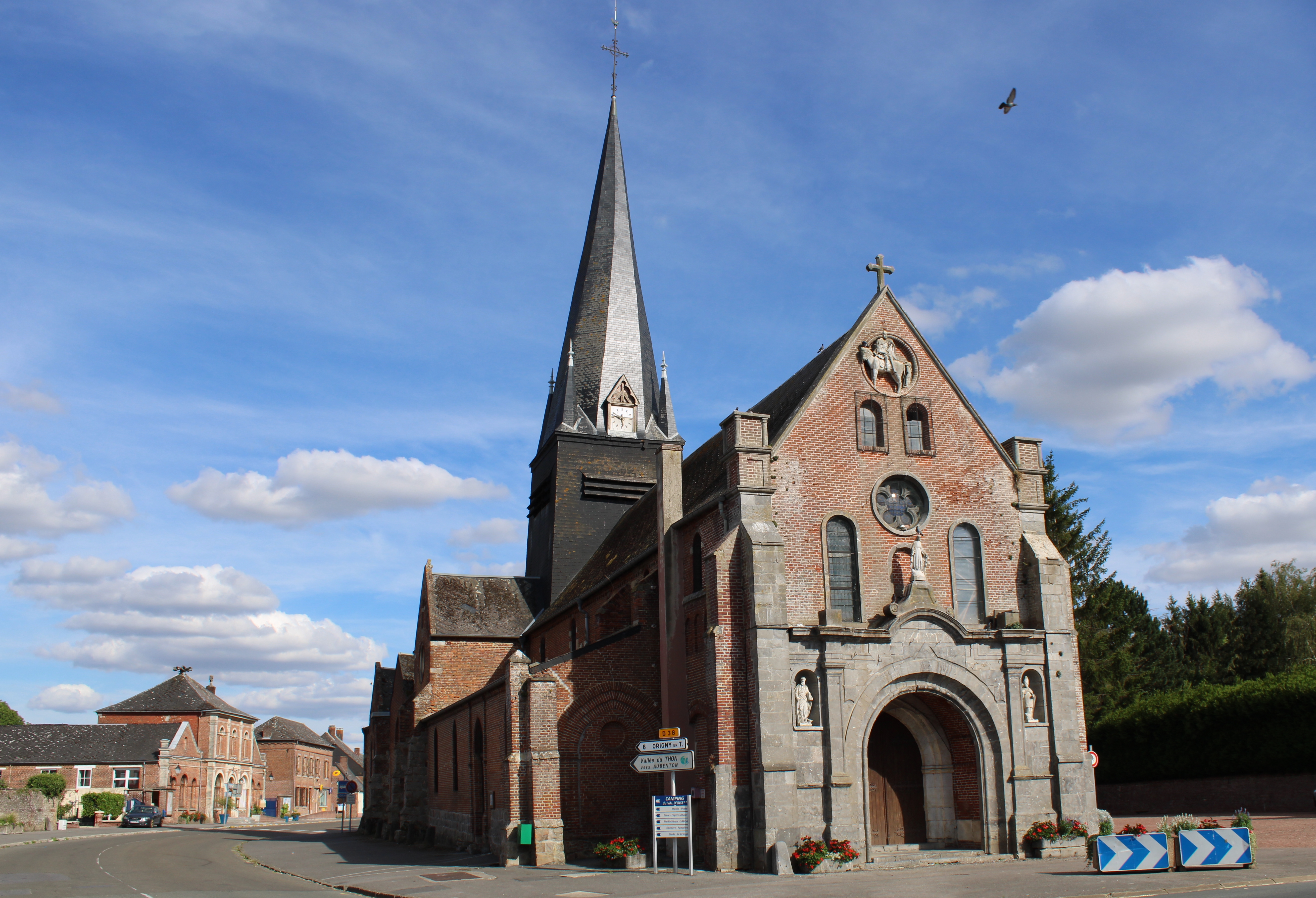
圣马丁教堂

2021年，埃特雷欧蓬境内暂无任何文化设施。埃特雷欧蓬境内建有市政多媒体中心（Médiathèque municipale），每周二至六向公众开放。

### 建筑
截至2025年3月，埃特雷欧蓬境内暂无任何法国国家文物保护单位，镇中心的圣马丁教堂是当地的地标性建筑物。

### 旅游
埃特雷欧蓬的旅游事务由其所属的中蒂耶拉什市镇公共社区联合各级政府协调负责。2024年，埃特雷欧蓬境内共有1家酒店共计10间房间；另有1个露营地，可容纳共40辆露营车。

### 媒体
法国主要的媒体均可在埃特雷欧蓬接收，法国电视三台下属的上法兰西大区频道在部分时段播出埃特雷欧蓬所在埃纳省的地方新闻。Ici皮卡第广播、香槟广播、《新埃纳报》等是当地主要的地方性媒体。

## 友好城市
截至2025年3月，埃特雷欧蓬暂未建立任何友好城市关系。